# Tom Erik Oxholm
Tom Erik Oxholm (ur. 22 lutego 1959 w Larviku) – norweski łyżwiarz szybki, dwukrotny medalista olimpijski i brązowy medalista mistrzostw świata.

## Kariera
Pierwszy sukces w karierze Tom Erik Oxholm osiągnął w 1978 roku, kiedy podczas mistrzostw świata juniorów w Montrealu zdobył brązowy medal w wieloboju. W tej samej kategorii wiekowej był też czwarty na rozgrywanych rok później mistrzostwach świata juniorów w Grenoble. W 1980 roku wziął udział w igrzyskach olimpijskich w Lake Placid, gdzie w obu swoich startach, na 5000 i 10 000 m zdobywał brązowe medale. Na krótszym dystansie lepsi byli Amerykanin Eric Heiden i inny Norweg, Kay Stenshjemmet, a na dłuższym wyprzedzili go tylko Heiden i Piet Kleine z Holandii. W tym samym roku brązowe medale wywalczył także na mistrzostwach Europy w Trondheim oraz na mistrzostwach świata w Heerenveen. Blisko podium znalazł się podczas mistrzostw Europy w Oslo w 1982 roku, ale ostatecznie przegrał walkę o medal z Hilbertem van der Duimem z Holandii i zakończył rywalizację na czwartej pozycji. W zawodach Pucharu Świata raz stanął na podium - 23 listopada 1985 roku w Trondheim był trzeci na dystansie 1500 m. W latach 1980 i 1986 był mistrzem Norwegii w wieloboju.

### Mistrzostwa świata
- Mistrzostwa świata w wieloboju
  - brąz – 1980